# Andreu Nin
Andreu Nin, Andres Nin (ur. 4 lutego 1892 w El Vendrell, zm. 20 czerwca 1937) – rewolucjonista hiszpański, dziennikarz, współzałożyciel Hiszpańskiej Partii Komunistycznej, a następnie Robotniczej Partii Marksistowskiej Unifikacji (POUM).

## Życiorys
Przed wybuchem I wojny światowej przeniósł się do Barcelony. W 1917 wstąpił do PSOE. Został liderem hiszpańskiego ruchu robotniczego i jednym z założycieli Hiszpańskiej Partii Komunistycznej. Przebywając w ZSRR, sympatyzował z Lwem Trockim i z Lewicową Opozycją do stalinowskiej frakcji wewnątrz RKP(b)/WKP(b).
Po powrocie do Hiszpanii zaangażował się w tworzenie organizacji powiązanej z Międzynarodową Lewicową Opozycją Trockiego, z którym wszedł w konflikt dotyczący polityki entryzmu forsowanej przez tego pierwszego.
Po ostatecznym zerwaniu z Trockim, Nin wspólnie z Joaquinem Maurinem utworzył POUM jako alternatywę dla Komunistycznej Partii Hiszpanii, lojalnej względem Trzeciej Międzynarodówki.
Po uzyskaniu autonomii przez Katalonię, Nin został ministrem sprawiedliwości w autonomicznym rządzie katalońskim, z którego w wyniku nacisków Stalina został usunięty w grudniu 1936. Po delegalizacji POUM 16 czerwca 1937 r. policja Rządu Republikańskiego przy udziale polskiego Dąbrowszczaka Leona Narwicza aresztowała Andreu Nina wraz z innymi przywódcami POUM. Zostali przekazani agentom NKWD i zabrani do tajnego więzienia w Madrycie, w kościele na Cale Atocha. Nina oddzielono i przewieziono do Alcala de Henares. Na polecenie rezydenta NKWD Aleksandra Orłowa był przesłuchiwany i torturowany przez Ricarda Burillo i Ernő Gerő od 18 do 20 czerwca. Nin odmówił przyznania się do zarzucanych mu, sfabrykowanych oskarżeń (zarzucano mu przekazywanie wrogowi danych o celach dla artylerii). Odmówił również podpisania jakiejkolwiek deklaracji obciążającej jego partię. Następnie przeniesiono go do domu pod miastem, należącego do Constancii de la Mora, żony Hidalga de Cisnerosa, i tam zamęczono na śmierć. Stalinowcy upozorowali dowody, jakoby Nin został odbity przez falangistów. Nikt nie dał wiary tym kłamstwom – Manuel Azaña usłyszawszy wersję stalinistów, spytał: „Czy to nie brzmi zbyt powieściowo?”.
Był prawdopodobnie prototypem postaci Goldsteina, wroga nr 1 w powieści George'a Orwella Rok 1984.